# 김구용 (시인)
김구용(金丘庸, 1922년 2월 5일 ~ 2001년 12월 28일)은 대한민국의 시인이다.

## 이력
아명(兒名)은 김영탁(金永卓)이다. 경상북도 상주(尙州)에서 출생하여 해방 이전까지는 여러 사찰을 돌아다니며, 유‧불‧선(儒佛仙)의 여러 전적(典籍)들을 두루 탐독하였다. 해방 이후 1949년 성균관대학교 국문학과에 입학하여 1953년에 학사 학위 취득하였다. 1949년 『신천지』에 시 「백탑송(白塔頌)」‧「산중야(山中夜)」 등을 발표하고 문단에 등단하였다. 1956년 현대문학상 제1회 신인상을 받았다.

## 이외 이력
- 前 한국독립당 당무위원(1965년 3월 ~ 1966년 6월)
- 前 중앙대학교 초빙교수(1971년 ~ 1977년)
- 前 신민주공화당 당무위원(1988년 3월 ~ 1989년 11월)
- 前 자유민주연합 고문 겸 당무위원(1996년 3월 ~ 1996년 6월)

## 주요 작품

### 시작품
- 《산중야(山中夜)》
- 《조혼(弔魂)》
- 《해》

## 주요 수상 경력
- 1956년 현대문학상 제1회 신인상

## 같이 보기
- 한국 문학
- 한국어 시인 목록